# コーンズエージー
株式会社コーンズ・エージーは、オリックス系列の日本の酪農・農業機械の輸入商社。

## 企業概要
本社は、北海道恵庭市北柏木町3丁目104-1。かつては総合輸入商社のコーンズ・アンド・カンパニー・リミテッドの関連会社だったが、2018年12月にオリックスへ譲渡された。海外から酪農・農業機械を輸入販売し、アフターサービスを行っている。

## 主な取扱製品
- 農業機械 -ランボルギーニトラクター、ドイツファールトラクター、牧草収穫機械、ロールベーラー、産業用梱包機、貯蔵機械、牛糞尿散布機械、土壌関連機械等
- 搾乳関連機器 - 搾乳ロボット、ミルキングパーラー、搾乳ユニット、バルククーラー等
- 給餌関連機械 - ミキサーフィーダー、餌寄せロボット、給餌車、自動給餌機、哺乳ロボット等
- 飼養管理機器 - 発情検知システム、飼養管理システム
- 牛舎施設製品 - 牛糞尿排出・搬送システム、牛床マット、ストール、ピロー、カウブラシ等

## 事業所
- 中標津支店（北海道標津郡中標津町桜ヶ丘2丁目53）
- 標茶支店（北海道川上郡標茶町平和9丁目3）
- 釧路支店（北海道白糠郡白糠町西1条南1丁目2-61）
- 帯広支店（北海道河西郡芽室町東芽室北1線14-1）
- 大樹支店（北海道広尾郡大樹町字振別2-2）
- 興部支店（北海道紋別郡興部町字興部85-7）
- 遠軽営業所（北海道紋別郡遠軽町南町4丁目171-6ハイツレインボー南町A棟）
- 豊富支店（北海道天塩郡豊富町大通り12丁目）
- 浜頓別営業所（北海道枝幸郡浜頓別町大通6丁目2）
- 北見支店（北海道常呂郡訓子府町穂波67-6）
- 札幌支店（北海道恵庭市北柏木町3丁目104-4）
- 八雲営業所（北海道二海郡八雲町立岩55-16）
- 東北支店（岩手県滝沢市鵜飼字八人打29-1）
- 栃木支店（栃木県那須郡那須町大字寺子乙字広表1403-35）
- 高崎支店（群馬県高崎市下之城町493-1）
- 九州支店（熊本県熊本市東区小山7丁目4-15）
- 南九州支店（宮崎県都城市年見町5-5）

## かつての関連会社
- コーンズ・アンド・カンパニー・リミテッド（東京都港区芝3-5-1コーンズハウス コーンズ・アンド・カンパニー・リミテッドHP）

- コーンズ・アンド・カンパニー・リミテッド　コーンズ・バイオガス　札幌本部（札幌市北区北6条西1丁目4-2ファーストプラザビル8階 コーンズ・バイオガスHP）

牛糞尿や食品残渣からバイオガスエネルギーを発生させるバイオガスシステム事業を行う。
- コーンズ・モータース株式会社（東京都港区芝3-5-1コーンズハウス コーンズ・モータースHP）

輸入自動車（ロールス・ロイス、ベントレー、フェラーリ、ランボルギーニ）の販売
- コーンズ・テクノロジー株式会社（東京都港区芝3-5-1コーンズハウス コーンズ・テクノロジーHP）
- コーンズ ドッドウェル コーディング株式会社（東京都大田区西蒲田8丁目20-8アゼル3号館 コーンズ ドッドウェル コーディングHP）
- コーンズ・インシュアランス・ブローカーズ株式会社（東京都港区芝3丁目3-9 コーンズ・インシュアランス・ブローカーズHP）
- コーンズ・ピー・アンド・アイ株式会社（東京都港区芝3丁目43-16DNI三田ビル8階 コーンズ・ピー・アンド・アイHP）